# Piccolo Giro di Lombardia 2019
Il Piccolo Giro di Lombardia 2019, novantunesima edizione della corsa e valida come evento dell'UCI Europe Tour 2019 categoria 1.2U, si svolse il 6 ottobre 2019 su un percorso di 176 km con partenza ed arrivo da Oggiono. Fu vinto dall'italiano Andrea Bagioli, al traguardo con il tempo di 4h04'53" alla media di 43,123 km/h, davanti al francese Clément Champoussin e terzo un altro italiano Mattia Petrucci.
Partenza con 166 ciclisti, dei quali 105 completarono la gara.

## Squadre partecipanti
| N.    | Cod. | Squadra                     |
| ----- | ---- | --------------------------- |
| 1-6   | DDC  | Dimension Data for Qhubeka  |
| 7-12  | SEG  | SEG Racing Academy          |
| 13-18 | CPK  | Team Colpack                |
| 19-24 | CDT  | CCC Development Team        |
| 25-30 |      | Lotto-Soudal U23            |
| 31-36 | DSU  | Development Team Sunweb     |
| 37-42 |      | Chambéry Cyclisme Formation |
| 43-48 |      | Team Casillo Maserati       |
| 49-53 | RUS  | Selezione russa             |
| 54-59 | CGF  | Équipe Cont. Groupama-FDJ   |
| 60-64 | BIC  | Biesse-Carrera              |
| 66-71 |      | IAM Excelsior               |
| 72-77 | UXT  | Uno-X Norwegian Dev. Team   |
| 78-82 | CTF  | Cycling Team Friuli         |
| 83-87 |      | Holdsworth Zappi Team       |
| 88-92 |      | Velo Racing Palazzago       |

| N.      | Cod. | Squadra                           |
| ------- | ---- | --------------------------------- |
| 93-98   |      | V.C. Mendrisio-PL Valli           |
| 99-103  |      | GM Recycling Team                 |
| 105-110 |      | C.C. Étupes                       |
| 111-116 |      | Zalf-Euromobil-Désirée-Fior       |
| 117-121 | IRC  | Iseo Serrature-Rime-Carnovali     |
| 122-127 |      | EFC-L&R-Vulsteke                  |
| 128-132 | WBD  | Wallonie-Bruxelles Development T. |
| 133-138 | AKT  | Akros-Thömus                      |
| 139-144 |      | U.C. Monaco                       |
| 145-149 |      | Namedsport-Rocket                 |
| 150-155 |      | WP Groot Amsterdam                |
| 156-160 |      | Futura Team-Rosini                |
| 161-164 |      | S.C. Valle Seriana-Cene           |
| 165-168 |      | Fly Cycling Team                  |
| 169-172 |      | Cycling Development Guerciotti    |
| 173-176 |      | Aran Cucine Vejus                 |

## Ordine d'arrivo (Top 10)
| Pos. | Corridore           | Squadra    | Tempo    |
| ---- | ------------------- | ---------- | -------- |
| 1    | Andrea Bagioli      | Colpack    | 4h04'53" |
| 2    | Clément Champoussin | Chambéry   | a 1"     |
| 3    | Mattia Petrucci     | Groupama   | a 38"    |
| 4    | Attila Valter       | CCC DT     | s.t.     |
| 5    | Samuele Zoccarato   | IAM        | a 39"    |
| 6    | Einer Rubio         | Aran Vejus | s.t.     |
| 7    | Torjus Sleen        | Uno-X      | a 41"    |
| 8    | Kevin Colleoni      | Biesse     | a 1'10"  |
| 9    | Simon Guglielmi     | Groupama   | a 1'22"  |
| 10   | Davide Bais         | CT Friuli  | a 1'16"  |